# Лусіо Васкес
Лусіо Васкес Ісквіердо (ісп. Lucio Vásquez Izquierdo; нар. 9 лютого 1973, Ліма) — перуанський борець греко-римського та вільного стилів, чемпіон та срібний призер Південної Америки з греко-римської боротьби, бронзовий призер Південної Америки з вільної боротьби, учасник Олімпійських ігор.

## Життєпис
Боротьбою почав займатися з 1988 року.
Виступав за борцівський клуб «Хосе Гранда» Ліма. Тренер — Хав'єр Леон.

## Спортивні результати на міжнародних змаганнях

### Виступи на Олімпіадах
| Змагання                    | Збірна | Вагова категорія                 | Місце |
| --------------------------- | ------ | -------------------------------- | ----- |
| Літні Олімпійські ігри 1996 | Перу   | греко-римська боротьба, до 90 кг | 22    |

### Виступи на Панамериканських чемпіонатах
| Змагання                                   | Збірна | Вагова категорія                 | Місце |
| ------------------------------------------ | ------ | -------------------------------- | ----- |
| Панамериканський чемпіонат з боротьби 1984 | Перу   | греко-римська боротьба, до 90 кг | 4     |
| Панамериканський чемпіонат з боротьби 1994 | Перу   | греко-римська боротьба, до 90 кг | 4     |
| Панамериканський чемпіонат з боротьби 1994 | Перу   | вільна боротьба, до 90 кг        | 4     |
| Панамериканський чемпіонат з боротьби 1998 | Перу   | греко-римська боротьба, до 97 кг | 5     |
| Панамериканський чемпіонат з боротьби 1998 | Перу   | вільна боротьба, до 97 кг        | 8     |

### Виступи на Панамериканських іграх
| Змагання                  | Збірна | Вагова категорія                 | Місце |
| ------------------------- | ------ | -------------------------------- | ----- |
| Панамериканські ігри 1991 | Перу   | греко-римська боротьба, до 82 кг | 7     |
| Панамериканські ігри 1991 | Перу   | вільна боротьба, до 82 кг        | 8     |

### Виступи на Чемпіонатах Південної Америки
| Змагання                                    | Збірна | Вагова категорія                  | Місце  |
| ------------------------------------------- | ------ | --------------------------------- | ------ |
| Чемпіонат Південної Америки з боротьби 1990 | Перу   | вільна боротьба, до 82 кг         | Бронза |
| Чемпіонат Південної Америки з боротьби 1990 | Перу   | греко-римська боротьба, до 90 кг  | Срібло |
| Чемпіонат Південної Америки з боротьби 1993 | Перу   | греко-римська боротьба, до 100 кг | Золото |

### Виступи на інших змаганнях
| Змагання                                                             | Збірна | Вагова категорія                 | Місце |
| -------------------------------------------------------------------- | ------ | -------------------------------- | ----- |
| Панамериканський Олімпійський кваліфікаційний турнір з боротьби 1996 | Перу   | греко-римська боротьба, до 90 кг | 4     |